# Aleuropleurocelus anonae
Aleuropleurocelus anonae es un hemíptero de la familia Aleyrodidae, de la subfamilia: Aleyrodinae.
Fue descrita científicamente por primera vez por Vicente Emilio Carapia Ruiz y Oscar Ángel Sánchez Flores en Carapia-Ruiz et al. 2018

## Etimología
El epíteto específico Aleuropleurocelus anonae se refiere al género de la planta donde se encontró esta especie.

## Hospederos
Annona reticulata L.

## Distribución
En México y Morelos.